# Ouadjana
Ouadjana (în arabă وجانة) este o comună din provincia Jijel, Algeria.
Populația comunei este de 9.580 de locuitori (2008).